# جيرارد مولييز
جيرارد مولييز (بالفرنسية: Gérard Mulliez) (من مواليد 13 مايو 1931) هو رجل أعمال فرنسي ومؤسس سلسلة متاجر أوشن.

## سيرته
ولد جيرار موليز في 13 مايو 1931 في روبيه بفرنسا. كان والده، جيرارد مولييه، مالكًا لشركة Phildar، وهي علامة تجارية لخيوط الحياكة أسسها جده، لويس مولييه ليستيان. كان عمه، لويس مولييز، مالكًا لمصنع سانت ليفين في ليل. لدى جيرار موليز خمسة أشقاء.
أمضى عامًا في إنجلترا، حيث تعلم لعب الرجبي والبلياردو وتعلم التحدث باللغة الإنجليزية. وعلى الرغم من جهوده، إلا أنه فشل في الحصول على شهادة البكالوريا.
بدأ مولييز مسيرته المهنية بالعمل في شركة والده، وصعد تدريجياً حتى أصبح رئيساً للشركة. في عام 1961، وفي سن التاسعة والعشرين، وبعد أن استوحى أفكاره من المتاجر الكبرى أثناء رحلة إلى الولايات المتحدة، افتتح أول متجر أوشن في مدينة روبيكس بفرنسا. تقاعد من منصبه كرئيس في عام 1996، ثم كرئيس تنفيذي في عام 2006، وسلم مقاليد الشركة إلى ابن أخيه، فياني مولييز.
تسيطر شركته القابضة رابطة عائلة مولييز على متاجر أوشن بالإضافة إلى مجموعة من سلاسل البيع بالتجزئة الأخرى مثل ليروي ميرلن و ديكاتلون وغيرهما وهي مملوكة بشكل مشترك بين ألف عضو من أفراد العائلة. ونتيجة لذلك، أصبح ستمائة من أبناء عمومته من أصحاب الملايين.
في عام 2004، حصل على وسام جوقة الشرف.

## الثروة
وفقًا لمجلة Challenge ، بلغت ثروته 19 مليار يورو في عام 2013، و20 مليار يورو في عام 2014، ووفقاً لمجلة Capital ، بلغت ثروته ما يقرب من 40 مليار يورو في عام 2016  مما جعله أغنى شخص في فرنسا. وفقًا لمجلة Capital، كانت عائلة مولييز أغنى عائلة في فرنسا في عام 2014.